# Гласс, Коди
Коди Гласс (англ. Cody Glass; род. 1 апреля 1999, Виннипег) — канадский хоккеист, центрфорвард клуба НХЛ «Питтсбург Пингвинз».

## Игровая карьера

### Юниорская карьера
Гласс играл за «Виннипег Трэшерс» с 2013 по 2015, набрав во втором сезоне 55 очков в 40 играх. Впоследствии он был выбран на драфте Западной хоккейной лиги 2014 в 1-м раунде (19-е место в общем зачёте) командой «Портленд Уинтерхокс» после приобретения пика в обмене с «Калгари Хитмен». В сезон новичка Гласс был выбран для участия в соревнованиях с командой Манитобы на Зимних играх в Канаде в 2015 году.
В начале сезона 2016/17 Гласс быстро начал подниматься в рейтинге драфта НХЛ благодаря своей исключительной игре. Первоначально получивши оценку «C» от Центрального скаутского бюро НХЛ в августе, ему начали ставить «A» к ноябрю, что указывало на его потенциал в первом раунде. К концу сезона Гласс считался одним из главных игроков драфта НХЛ 2017 года, и скауты хвалили его сочетание игры, хоккейного чутья и рук. 31 марта 2018 года Гласс был включён в первую командой всех звёзд Западной конференции.
25 сентября 2018 года, перед сезоном 2018/19, Гласс был переведён в «Уинтерхокс», где он был назначен капитаном команды. Находясь в «Уинтерхокс», Гласс был одним из семи игроков ЗХЛ, отобранных сборной Канады для участия в отборочном лагере национальной юношеской сборной 2019 года. 20 марта 2019 года Гласс был включён в символическую первую команду звёзд ЗХЛ по окончании сезона 2018/19.

### Профессиональная карьера

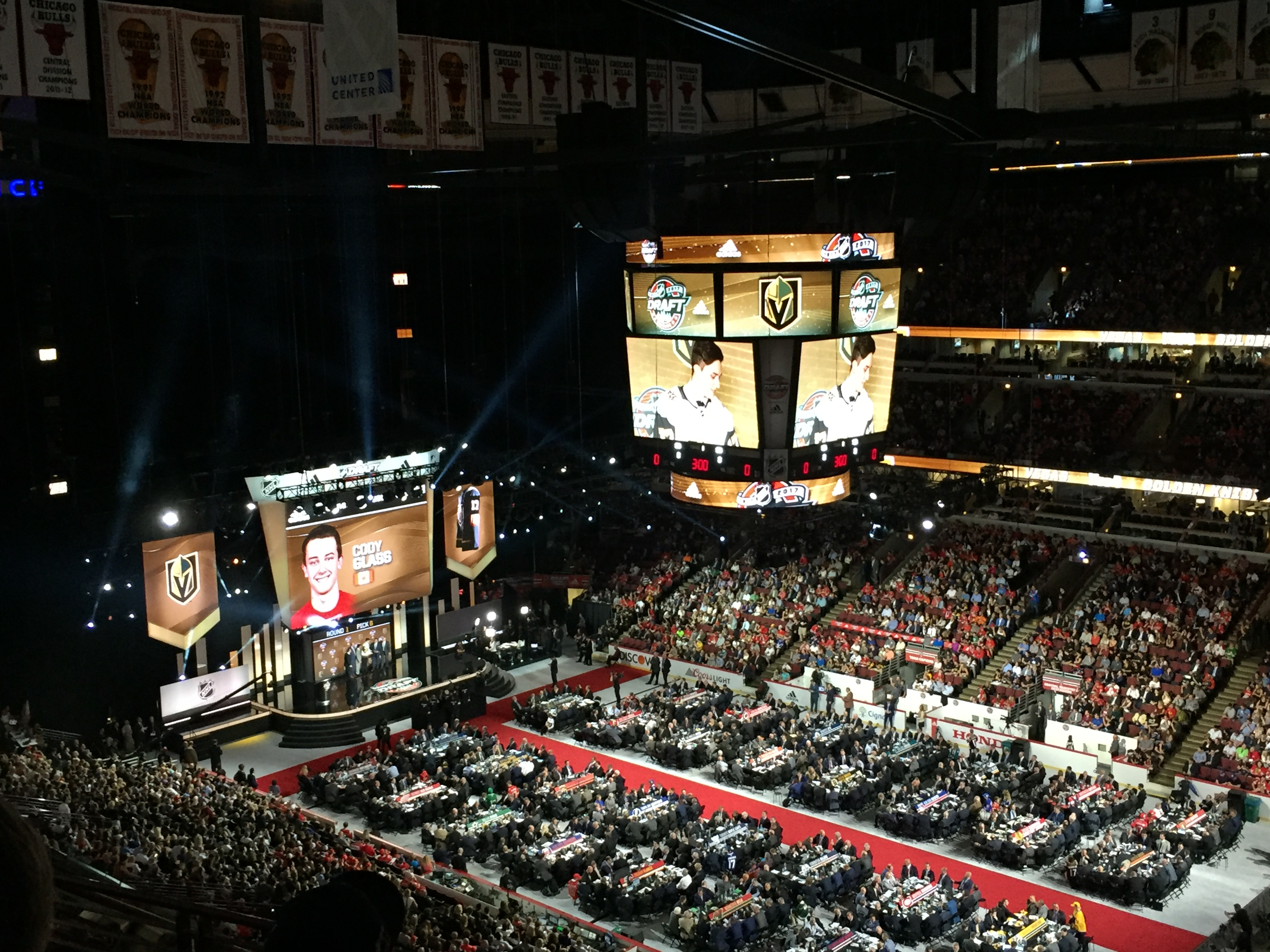
На драфте НХЛ 2017 Коди Гласса под 6-м номером выбрал «Вегас Голден Найтс».

#### Вегас Голден Найтс

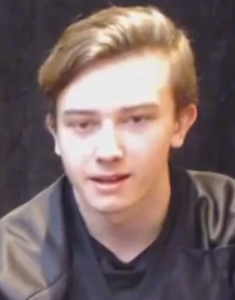
Гласс в 2017 году

Гласс был выбран шестым в общем зачёте командой «Вегас Голден Найтс» на драфте НХЛ 2017 года. Он стал первым в истории игроком, которого на драфте выбрали «золотые рыцари». 16 июля 2017 года канадец подписал трёхлетний контракт начального уровня с «золотыми рыцарями». Гласса пригласили в тренировочный лагерь «рыцарей» перед сезоном 2017/18, однако вскоре он был оттуда отозван и переведён  назад в «Портленд» до того, как был объявлен окончательный состав. 17 апреля 2018 года Гласс был назначен в филиал «Вегаса» в АХЛ в «Чикаго Вулвз», после того, как «Уинтерхокс» выбыли из плей-офф ЗХЛ 2018 года. Однако «волки» выбыли из розыгрыша Кубка Колдера 2018 до того, как Гласс смог дебютировать за них.
После посещения тренировочного лагеря «Вегаса» в 2019 году, Гласс дебютировал в НХЛ в первом матче сезона против «Сан-Хосе Шаркс» 2 октября 2019 года. Он стал первым игроком с драфта-2017, который сыграл за команду. В этой игре он забил свою первую шайбу в НХЛ. В сезоне 2019/20 Гласса толкнул локтём Брендан Лемьё из «Рейнджерс», который был оштрафован за это на $ 2 тыс..

#### Нэшвилл Предаторз
17 июля 2021 года был обменян в «Нэшвилл Предаторз» в результате трёхстороннего обмена между «Нэшвиллом», «Вегасом» и «Филадельфией» на нападающего Нолана Патрика. «Флайерз» получили защитника Райана Эллиса, а «хищники» самого Гласса и защитника Филиппа Майерса. Перед сезоном 2021/22 Гласс выбрал себе игровой №8, который ранее использовался в «Нэшвилле» шестью игроками. Сезон 2021/22 провёл преимущественно в АХЛ за «Милуоки Эдмиралс», став там лучшим ассистентом (48 передач) и бомбардиром (62 очка) команды.
Сезон 2022/23 впервые в карьере полностью провёл в НХЛ, набрав 35 (14+21) очков в 72 встречах, став шестым бомбардиром команды.
Сезон 2023/24 начал неудачно, в 13 первых матчах заработал лишь одну результативную передачу. 2 марта 2024 года оформил первый хет-трик в карьере и стал первой звездой матча против «Колорадо Эвеланш», который «хищники» выиграли со счётом 5:1.

### Питтсбург Пингвинз
14 августа 2024 контракт Гласса года вместе с выбором в третьем раунде драфта 2025 года и выбором в шестом раунде драфта 2026 года был обменян в «Питтсбург Пингвинз» на форварда Джордана Фраску.

## Международная карьера
В 2015 на Мировом кубке вызова провёл 6 матчей за красную сборную Канады, не отметившись результативными баллами. В 2017 году на ЮЧМ провёл 3 матча за Канаду, отметившись 3 (2+1) набранными баллами.
В 2019 году на МЧМ провёл 5 матчей, отметившись 6 (2+4) результативными баллами. Гласс стал третьим бомбардиром Канады на турнире, но уже в первом раунде Канада уступила будущим чемпионам — Финляндии.
Играл за сборную Канады на ЧМ-2023, на котором стал чемпионом мира; на турнире заработал 4 очка за голевые передачи.

## Личная жизнь
Родители развелись в 2010 году, и Коди жил вместе со своим отцом Джеффом и братом Мэтью. Бабушка Гласса Джуди помогала семье финансово вплоть до своей смерти в 2016 году.

## Игровой стиль
Гласса описывают как подвижного и мобильного плеймейкера. Он говорит, что моделирует свою игру по образцу двухстороннего форварда «Бостон Брюинз» Патриса Бержерона. Товарищ по «Голден Найтс» Макс Пачиоретти сказал: «У него [Гласса] есть идеальный хоккейный инструмент, а именно хоккейный IQ и знание того, где быть на льду».